# Polistes
Genre
Polistes (les polistes en français) est le plus grand genre de guêpes sociales avec plus de 300 espèces et sous-espèces identifiées. Elles sont présentes sur toute la Terre.

## Description
Toutes les espèces de Polistes sont prédatrices, et elles peuvent consommer un grand nombre de chenilles. Elles peuvent être identifiées par le son de leur vol, et leurs longues pattes se balançant. Leurs nids sont aussi très caractéristiques, car ils sont dépourvus d'une enveloppe, contrairement à ceux de la guêpe commune. Plusieurs espèces sont considérées comme invasives comme la Polistes dominula aux États-Unis et surtout la Polistes chinensis en Nouvelle-Zélande.
Elles sont de couleurs jaune et noire.
Les piqûres de certaines espèces de ce groupe sont particulièrement douloureuses, les Polistes figurent effectivement à la valeur 3 (sur un total de 4) dans l'index Schmidt de pénibilité des piqûres d'hyménoptères.

### Alimentation

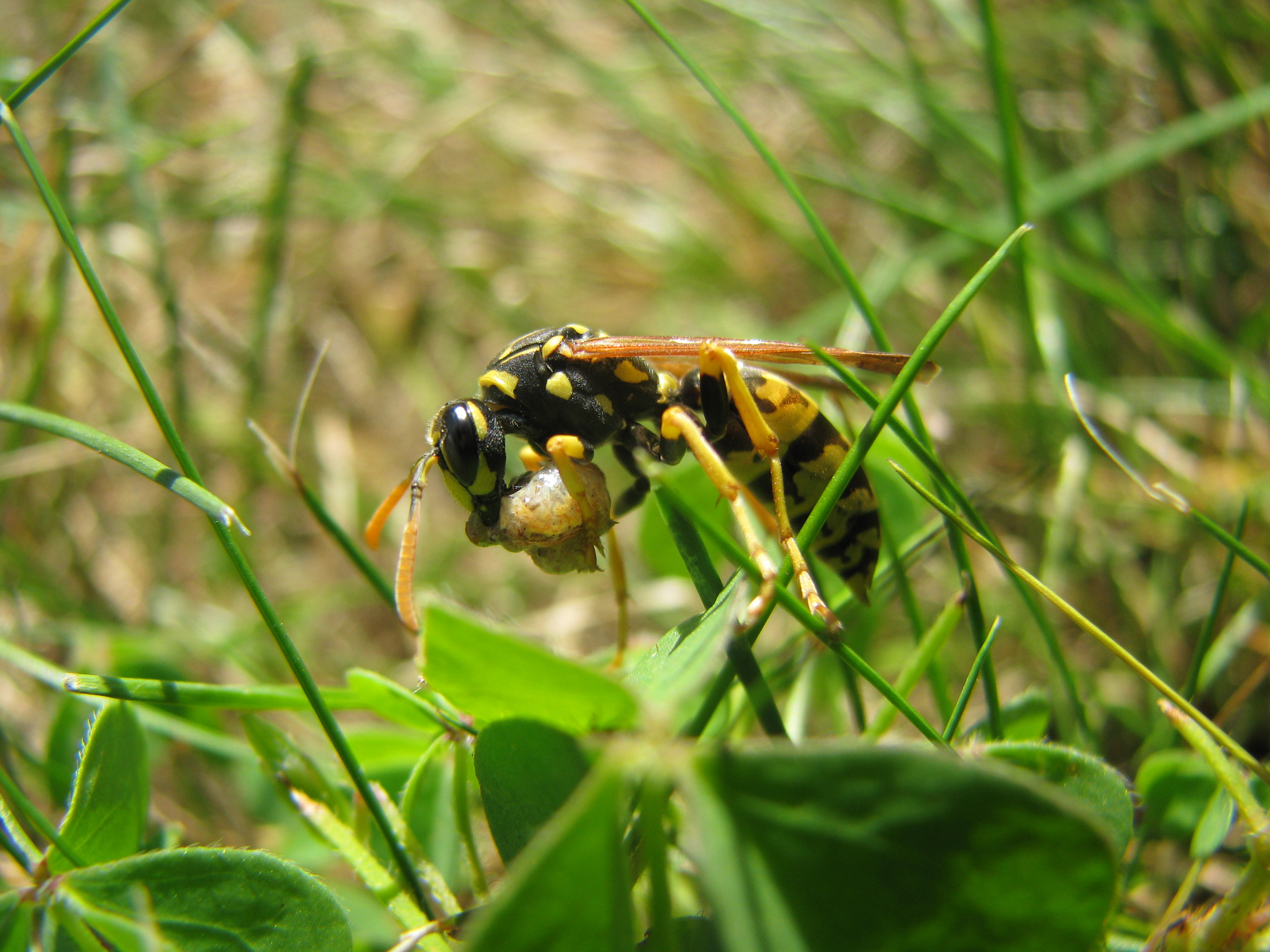
Polistes gallicus dévorant une chenille.

Les polistes sont omnivores, se nourrissant de fruits, nectar, insectes, larves, ou de cadavres plus gros.

### Cycle de vie

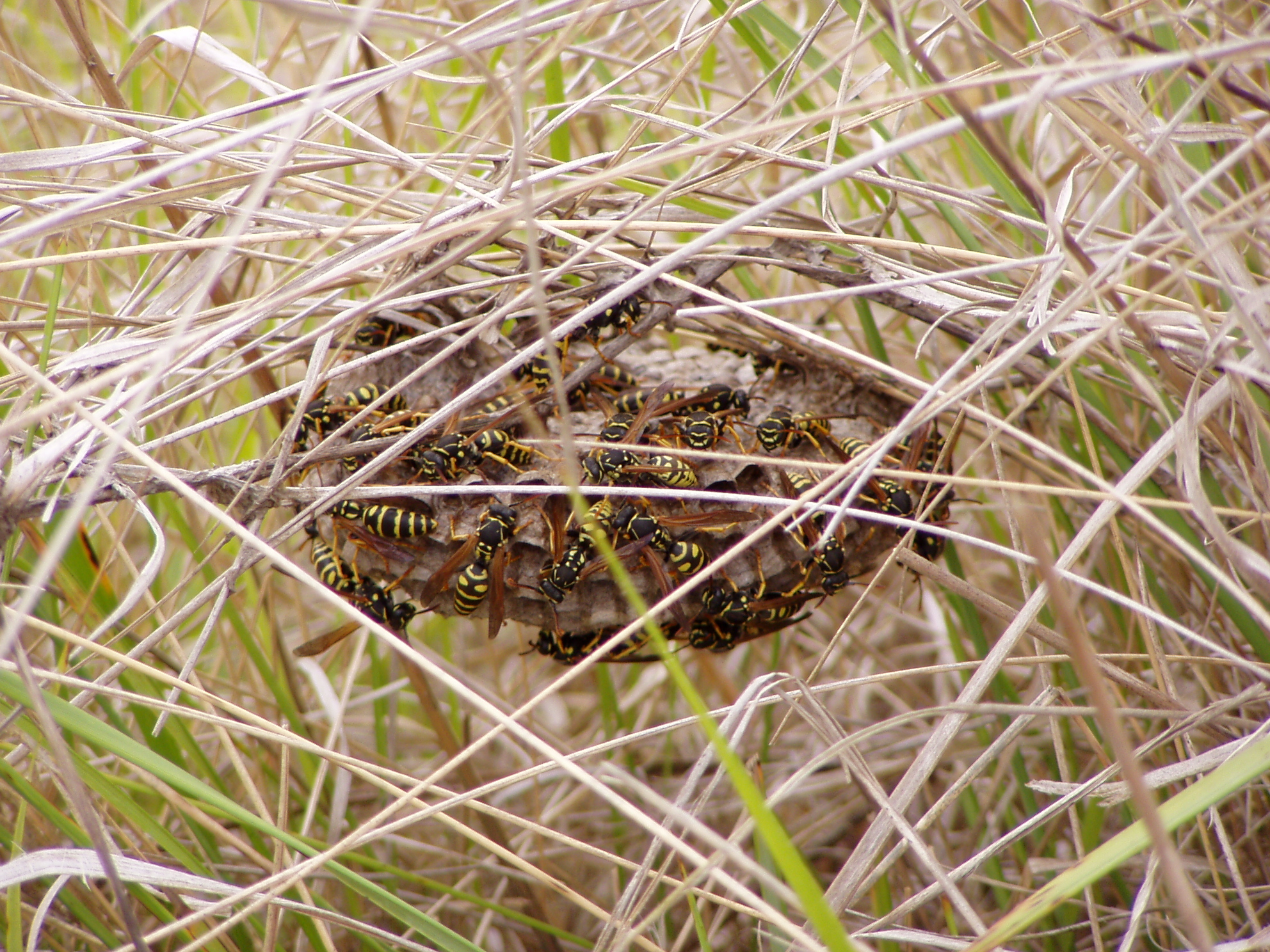
Nids de Polistes gallicus à Alcobaça au Portugal.

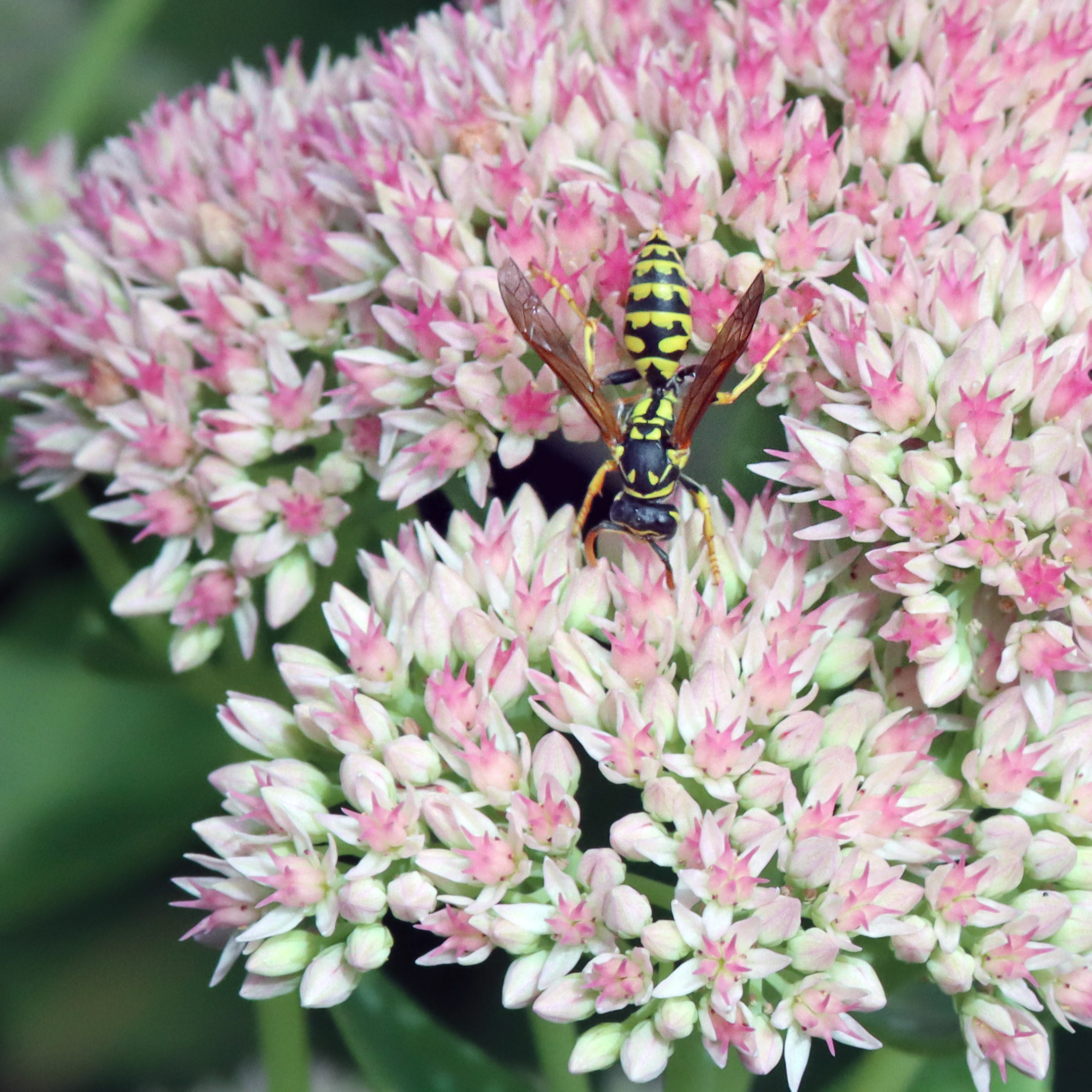
Poliste gallicus Aude France

Le cycle de vie général des Polistes peut être divisé en quatre phases :
1. Phase d'émergence
2. Phase d'ouvrier
3. Phase reproductrice
4. Phase intermédiaire

Au printemps, la fondation du nid se fait par une seule fondatrice initiale. Elle construit un nid contenant de 20 à 30 cellules juxtaposées destinées à recueillir les œufs. Après avoir construit la première cellule, elle construit les autres autour de la première de façon à former une construction hexagonale caractéristique.
Le nid des polistes est ouvert, les alvéoles tournées vers le bas et couvertes d'une membrane de soie tissée par les larves avant la métamorphose. Les adultes peuvent dormir à l'entrée pour mieux protéger les larves. Ces opercules sont fluorescents, dans le vert lorsqu'ils sont excités aux ultraviolets. La forme de ces nids peut varier selon le genre botanique : autour d'une première alvéole de forme cylindrique, les adultes en construisent d'autres autour, ramenant l'ensemble à la forme hexagonale des nids d'abeilles. Ils utilisent un matériau fait de bois mâché, comparable à du carton. La femelle pond un œuf par alvéole, les adultes nourrissent la larve pendant 2 semaines environ, jusqu'à la métamorphose. -.
La fluorescence des opercules des nids est une des plus efficaces du monde vivant, donc elle est significative d'un avantage biologique. Les nids Polistes brunetus présentent un rendement de 30%, ce qui est exceptionnel. Cette fluorescence vient des fibres, reliées par de fines membranes, que les guêpes entrelacent pour former l'opercule. L'hypothèse la plus probable est qu'elle protège la larve des rayons ultraviolets : elle les transforme en lumière visible, inoffensive. De plus elle donne à la larve l'alternance du jour et de la nuit, essentielle pour son développement. -.
Après l'éclosion de la première larve, la fondatrice nourrit les larves avec ses proies prémâchées. Une fois les larves transformées en pupes, elle agrandit le nid et recommence à pondre. Il n'est pas rare de voir des fondatrices usurper le nid d'espèces semblables ou même de cohabiter avec des femelles d'espèces voisines.
Approximativement deux mois après la fondation de la colonie, les premières ouvrières s'activent, dans une première phase, pour couver les œufs et entretenir le nid. Les ouvrières finissent par devenir fertiles, et une nouvelle phase de développement de la colonie commence. À la fin de l'été, les femelles reproductrices se distinguent des ouvrières par l'accumulation de graisses protectrices destinées à passer l'hiver, et en modifiant leur biochimie. Un nombre limité d'ouvrières peut devenir fertile, cette classe est appelée gyne, ce nombre varie en fonction des espèces.
Durant la phase dite « intermédiaire », les reproductrices et les mâles s'accouplent, en général les nids sont alors négligés. La colonie se disperse enfin avant l'hivernage, et les polistes cherchent leur hibernaculum (lieu où passer l'hiver). La P. dominula se regroupe habituellement par groupe d'une cinquantaine, dans d'anciens nids.

### Morphologie
Les Polistes et les autres genres de la tribu Polistini se caractérisent par leur premier segment abdominal arrondi alors que pour les genres de la tribu des Vespini, il est plat. Les antennes des femelles présentent onze flagellomères alors qu'elles sont douze pour les mâles.
L'aiguillon, dérivé de l'ovipositeur, bien que développé, reste invisible car il est rétractile. Les mâles sont par conséquent dépourvus d'aiguillon. Comme pour les Vespini, l'aiguillon est lisse, ce qui permet de le retirer une fois planté.

### Comportement

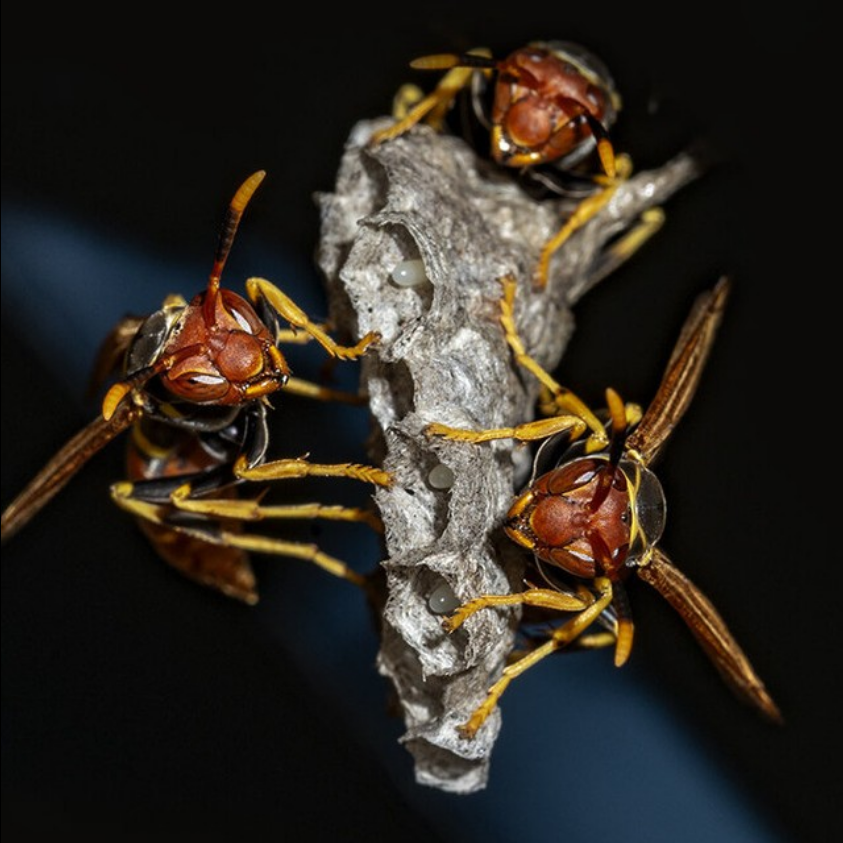
Polistes crinitus

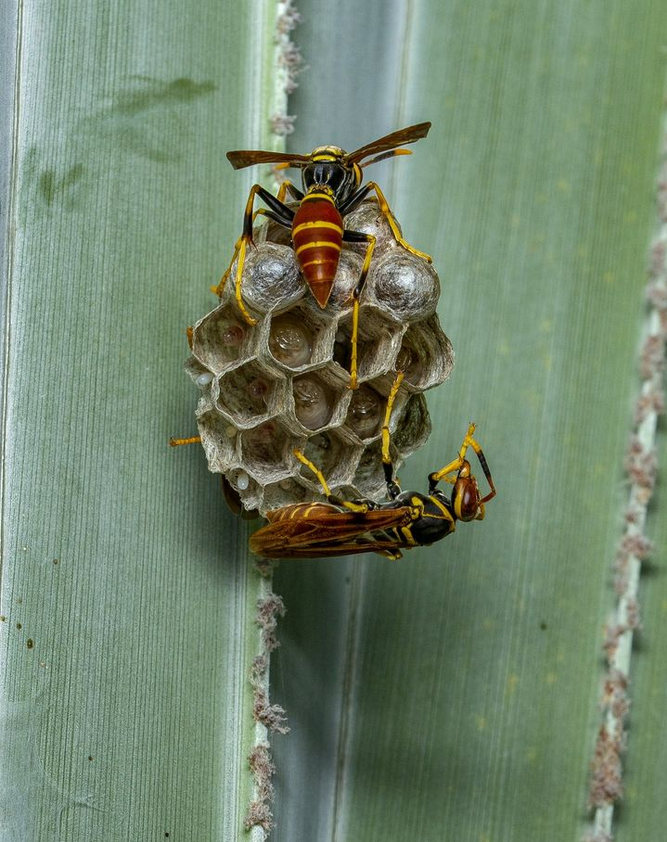
Polistes crinitus des Antilles

Cette espèce est très sociale. Elles ont une préférence innée pour placer leurs nids dans les bâtiments. Relativement pacifiques, elles n'attaquent l'humain que si elles doivent défendre leur nid.
S'il existe peu de différences morphologiques entre les femelles reproductrices et les ouvrières, pour plusieurs espèces, comme la P. dominula, il a été montré une différence de comportement.
On pense que les Polistes se reconnaissent par échange de phéromones hydrocarburés. Cet hydrocarbure cuticuleux formant une « signature » est dérivé de la matière végétale et des substances utilisées pour faire le nid.
Pour les P. dominula, il a été démontré que les femelles dominantes offrent une signature olfactive sur les cuticules différentes de celle des ouvrières. De plus, le fait qu'elles restent plus longtemps dans les nids et qu'elles frottent fréquemment leur metasoma suppose qu'elles imprègnent plus le nid que les ouvrières.
Une étude de la P. carolina a prouvé que les femelles n'alimentent pas préférentiellement leur propre progéniture, ce qui laisse penser que les hormones renseignent les individus sur leur parenté au sens large plutôt que sur une filiation directe. On a cependant montré que la Polistes biglumis distingue les œufs étrangers par une oophagie différenciée sur les larves allant donner des femelles non descendantes et donc concurrentes. Cette prédation ne se fait pas au détriment des ouvrières, qui, pense-t-on, sont un apport pour toute la colonie, quelle que soit la mère, et surtout, le coût de destruction d'un de ces œufs ou de ces larves d'ouvrières est supérieur au bénéfice que la femelle pourrait en tirer pour nourrir directement sa progéniture.
Le mécanisme de différenciation n'a cependant pas été complètement élucidé.
Polistes fuscatus vit en colonies dirigées par plusieurs reines. Michael Sheehan et Elizabeth Tibbets, de l'université du Michigan, ont établi que cette guêpe a une capacité de reconnaissance faciale très développée, qui lui sert à placer son rang dans la hiérarchie très stricte de la colonie. Les individus étudiés reconnaissaient beaucoup plus vite leur chemin s'il lui était indiqué par des images de faces de guêpes de son espèce au lieu de l'être par des figures géométriques ou d'autres photos. Le même test appliqué à l'espèce proche Polistes metricus, dont les colonies ne contiennent qu'une seule reine, montre que cette deuxième espèce n'a pas cette capacité de reconnaissance faciale.

## Systématique
Il existe deux sous-genres :
- Polistes (Sulcopolistes)
- Polistes (Polistes)

Les espèces du sous-genre P. (Sulcopolistes), sont parasites de  celles du sous-genre P. (Polistes). En été, les femelles Sulcopolistes soumettent les femelles dominantes Polistes et pondent dans leurs nids. Les ex-femelles dominantes cessent de déposer leurs œufs et de soigner leurs larves, pour soigner, avec leurs ouvrières, les larves des envahisseuses. Les larves Sulcopolistes, transformées en adultes, iront directement coloniser d'autres nids.

### Espèces présentes en Europe
- Polistes associus Kohl, 1898
- Polistes atrimandibularis Zimmermann, 1930 parasitaire
- Polistes biglumis (Linnaeus, 1758)
- Polistes bischoffi Weyrauch, 1937
- Polistes dominula (Christ, 1791)
- Polistes gallicus (Linnaeus, 1767)
- Polistes nimpha, syn. Polistes nimphus (Christ, 1791)
- Polistes semenowi Morawitz, 1889 parasitaire
- Polistes sulcifer Zimmermann, 1930 parasitaire

### Espèces africaines
- Polistes hebraeus
- Polistes olivaceus

et d'autres...

### Espèces américaines

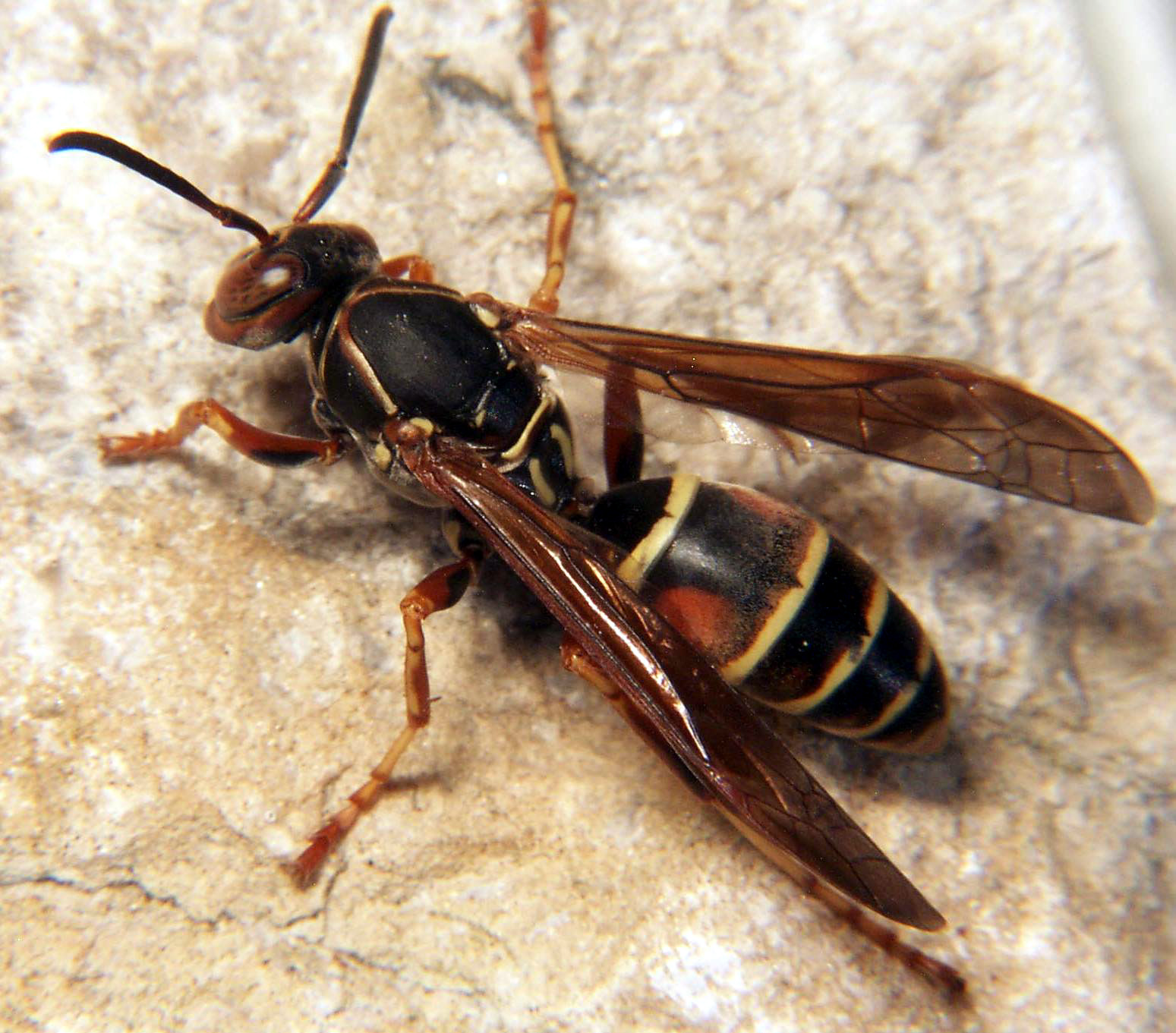
Polistes fuscatus

- Polistes fuscatus : l’équipe d’Elizabeth Tibbetts (University of Michigan, États-Unis) a prouvé que les guêpes P. fuscatus avaient la capacité d'identifier un individu de la même espèce grâce aux marques spécifiques qu’il porte sur sa tête[9].

### Espèces asiatiques
- Polistes humilis
- Polistes chinensis

et beaucoup d'autres...

### Espèces
- Polistes actaeon
- Polistes adelphus
- Polistes adustus
- Polistes affinis
- Polistes africanus
- Polistes albicinctus
- Polistes albocalcaratus
- Polistes angulinus
- Polistes angusticlypeus
- Polistes annularis
- Polistes apachus
- Polistes apicalis
- Polistes aquilinus
- Polistes arizonensis
- Polistes arthuri
- Polistes assamensis
- Polistes associus
- Polistes asterope
- Polistes aterrimus
- Polistes atrimandibularis
- Polistes atrox
- Polistes aurifer
- Polistes badius
- Polistes bahamensis
- Polistes balder
- Polistes bambusae
- Polistes bellicosus
- Polistes bequaertellus
- Polistes bequaerti
- Polistes bequaertianus
- Polistes bicolor
- Polistes biglumis
- Polistes biguttatus
- Polistes billardieri
- Polistes binotatus
- Polistes bischoffi
- Polistes bituberculatus
- Polistes boharti
- Polistes brevifissus
- Polistes brunetus
- Polistes buruensis
- Polistes buyssoni
- Polistes callimorpha
- Polistes canadensis
- Polistes candidoi
- Polistes capnodes
- Polistes carnifex
- Polistes carolina
- Polistes cavapyta
- Polistes cavapytiformis
- Polistes chinensis
- Polistes cinerascens
- Polistes claripennis
- Polistes clavicornis
- Polistes comanchus
- Polistes consobrinus
- Polistes contrarius
- Polistes crinitus
- Polistes cubensis
- Polistes davillae
- Polistes dawnae
- Polistes deceptor
- Polistes defectivus
- Polistes delhiensis
- Polistes diabolicus
- Polistes diakonovi
- Polistes dominicus
- Polistes dominula
- Polistes dorsalis
- Polistes ebsohinus
- Polistes eburneus
- Polistes elegans
- Polistes ellenbergi
- Polistes ephippium
- Polistes erythrinus
- Polistes erythrocephalus
- Polistes exclamans
- Polistes extraneus
- Polistes facilis
- Polistes fastidiosus
- Polistes ferreri
- Polistes flavobilineatus
- Polistes flavus
- Polistes fordi
- Polistes formosanus
- Polistes franciscanus
- Polistes fuscatus
- Polistes gallicus
- Polistes geminatus
- Polistes gigas
- Polistes goeldii
- Polistes haugi
- Polistes hebridensis
- Polistes horrendus
- Polistes huacapistana
- Polistes huisunensis
- Polistes humilis
- Polistes incertus
- Polistes indicus
- Polistes infuscatus
- Polistes intermedius
- Polistes iranus
- Polistes japonicus
- Polistes jokahamae
- Polistes kaibabensis
- Polistes khasianus
- Polistes laevigatissimus
- Polistes lanio
- Polistes lateritius
- Polistes latinis
- Polistes legnotus
- Polistes lepcha
- Polistes lineonotus
- Polistes loveridgei
- Polistes lycus
- Polistes macrocephalus
- Polistes madecassus
- Polistes madiburensis
- Polistes major
- Polistes mandarinus
- Polistes maranonensis
- Polistes marginalis
- Polistes meadeanus
- Polistes melanopterus
- Polistes melanosoma
- Polistes melanotus
- Polistes mertoni
- Polistes metricus
- Polistes mexicanus
- Polistes minor
- Polistes moraballi
- Polistes myersi
- Polistes mysteriosus
- Polistes niger
- Polistes nigrifrons
- Polistes nigrifrons
- Polistes nigritarsis
- Polistes nimpha
- Polistes ninabamba
- Polistes nipponensis
- Polistes notatipes
- Polistes obscurus
- Polistes occipitalis
- Polistes occultus
- Polistes oculatus
- Polistes olivaceus
- Polistes opacus
- Polistes ornatus
- Polistes pacificus
- Polistes palmarum
- Polistes paraguayensis
- Polistes penai
- Polistes penthicus
- Polistes perflavus
- Polistes perplexus
- Polistes peruvianus
- Polistes philippinensis
- Polistes poeyi
- Polistes praenotatus
- Polistes pseudoculatus
- Polistes quadricingulatus
- Polistes ridleyi
- Polistes riekii
- Polistes riparius
- Polistes rossi
- Polistes rothneyi
- Polistes rubellus
- Polistes rufidens
- Polistes rufiventris
- Polistes rufodorsalis
- Polistes sagittarius
- Polistes santoshae
- Polistes satan
- Polistes saussurei
- Polistes schach
- Polistes semenowi
- Polistes semiflavus
- Polistes sgarambus
- Polistes shirakii
- Polistes sikorae
- Polistes similis
- Polistes simillimus
- Polistes simulatus
- Polistes smithii
- Polistes snelleni
- Polistes stabilinus
- Polistes stenopus
- Polistes stigma
- Polistes strigosus
- Polistes subsericeus
- Polistes sulcifer
- Polistes takasagonus
- Polistes tenebricosus
- Polistes tenellus
- Polistes tenuispunctia
- Polistes tepidus
- Polistes testaceicolor
- Polistes thoracicus
- Polistes torresae
- Polistes tristis
- Polistes tullgreni
- Polistes utakwae
- Polistes variabilis
- Polistes veracrucis
- Polistes versicolor
- Polistes wattii
- Polistes watutus
- Polistes weyrauchorum
- Polistes williamsi
- Polistes xanthogaster
- Polistes xantholeucus

## Espèces fossiles
Selon Paleobiology Database en 2022, les espèces fossiles référencées sont au nombre de six :
- †Polistes attavina Heer 1849

- †Polistes industrius Théobald 1937

- †Polistes kirbyanus Cockerell 1915

- †Polistes primitiva Heer 1865

- †Polistes signata Statz 1936

- †Polistes vergnei Piton 1940

## Les espèces invasives

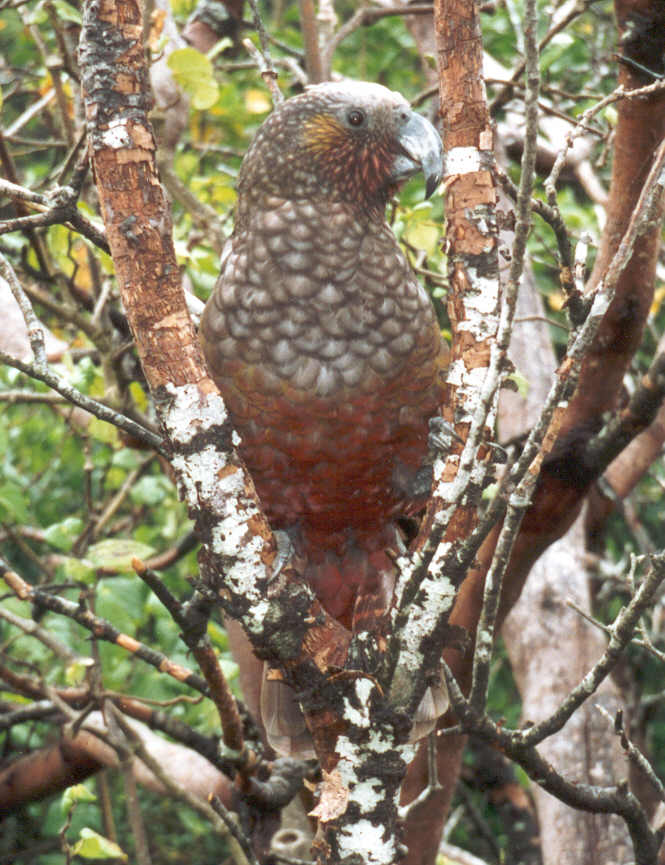
Le kākā de Nouvelle Zélande.

Les guêpes asiatiques et australiennes (P. chinensis et P. humilis) sont considérées comme envahissantes en Nouvelle-Zélande. La P. chinensis s'est établie dans l'île du Nord et le nord de l'île du Sud. Elles entrent en concurrence alimentaire avec des espèces locales comme le Kākā pour les insectes, le nectar et le miel. Elles menacent donc la biodiversité de ces îles.